# Sixt-sur-Aff
Sixt-sur-Aff é uma comuna francesa na região administrativa da Bretanha, no departamento Ille-et-Vilaine. Estende-se por uma área de 42,84 km². Em 2010 a comuna tinha 2 187 habitantes (densidade: 51,1 hab./km²).